# Sudá a lichá
Sudá a lichá (Pari e dispari) je italsko-americká komedie z roku 1978, v níž hlavní role ztvárnila populární dvojice Bud Spencer a Terence Hill. Jde o celkově dvanáctý film, kde spolu hraje tato dvojice.

## Děj
Důstojník námořnictva, sportovec a výborný matematik Johnny Firpo (Terence Hill) je pověřen, aby s pomocí doporučené osoby uchránili sportovní akce před manipulacemi sázkařské mafie. Touto doporučenou osobou je muž jménem Charlie (Bud Spencer), řidič kamionu a legendární hráč hazardních her, se kterým se mimo jiné Johnny setkal při zmanipulovaných závodech na lodích. Johnny se snaží s Charliem sblížit a přesvědčit, aby jej svým kamionem odvezl do Miami, kam Charlie veze delfíny. Charlie odmítá, ovšem Johnny se nakonec do stejně do kamionu dostane v přestrojení za jeptišku. Při zastávce Johnny ukáže, že dovede mluvit s delfíny a předvídá Charliemu, že jeho kamion bude ukraden. V noci se při zastávce vydává Johnny do baru, kde prohraje v pokeru peníze s gangstery. Jako zaplacení dluhů jim nabízí Charlieho kamion, který vydává za svůj. Problémem je, že v kamionu spí Charlie. Když se gangsteři pokusí kamion získat, strhne se mezi nimi a Charliem rvačka, při které Johnny kamion ukradne.
Charlie se znovu setkává s Johnnym v závodech aut, kde oba závodí. Johnny přizná, že delfíny pustil do moře a kamion prohrál. Závody měly být zmanipulované (Johnny měl zvítězit), ovšem vzhledem k tomu, že Johnny a Charlie vyjedou při hádce z dráhy, kšeft mafiánů se nezdaří. Při bitce s gangstery odhalí Johnny, že je Charlie jeho bratr. V Miami začne Charlie prodávat zmrzlinu. Johnny jej přesvědčuje, že se svými zkušenostmi v hazardních hrách by dokázal vydělat peníze mnohem snadněji. Charlie to odmítá a vysvětlí mu, proč už nehraje (je hazardem znechucen z dob, kdy pracoval v Las Vegas v kasínu pro jednoho Řeka jménem Paragoulis - nakonec tam rozmlátil hernu a skončil). Johnny jej přesvědčuje, že je třeba pomoci jejich otci, na kterého sice Charlie zanevřel, ale když zjistí, že oslepl a potřebuje sto tisíc dolarů na operaci, rozhodne se k hazardu dočasně vrátit. Nejprve Johnnyho naučí vše, co ví o hrách. Následně si na Charlieho radu vsadí v dostizích na favorita. Johnny ovšem ještě před závodem zjišťuje, že je závod zmanipulovaný a favorit má prohrát. Johnny rychle zaujímá místo původního žokeje a překazí kšeft tím, že závod vyhraje.
Charlie s Johnnym si poté sází velké peníze v pelotě na bývalého šampiona Jamona Serrana. Ten delší dobu trpí zdravotními problémy a chystá se po tomto zápase ukončit kariéru. Charlie se s ním vyměňuje a vítězí. Johnny, který vyhrál půl milionu dolarů se s gangstery domluví na tom, že jej dovedou k samotnému Řekovi. Po vyplutí z přístavu jsou sledováni helikoptérou z námořnictva, ovšem vzhledem k tomu, že jachta, na které se Řek nachází, je mimo teritoriální vody Spojených států, nemůže je námořnictvo dále sledovat. V kasínu na jachtě vyhraje Johnny velké peníze sázkou v ruletě. Paragoulis (Luciano Catenacci), pobouřený Johnnyho výhrami, je svými muži informován o mizernosti Johnnyho v pokeru, a jelikož je sám velice zkušený hráč, vyzývá jej na poker, kde si je jistý, že Johnnyho snadno obere. Johnny, který poučený radami Charlieho, ovšem nad Paragoulisem lehce vítězí. Charlie, který mezitím dostal od sestry Zuzany (Marisa Laurito) vybírající peníze na sirotčinec Johnnyho vzkaz o tom, že odjel za Řekem, bloumá městem a opíjí se. Když jde kolem jednoho baru, všímá si svého otce, který hraje skvěle kulečník, a dochází mu, že otec svou slepotu jen předstírá. V záchvatu vzteku zdemoluje bar a poté se s otcem vydává hledat Johnnyho. Johnny dává námořnictvu signál skrze delfíny, které přivolává vysílačkou skrytou v jablku. Paragoulisovi při poslední Johnnyho výhře dojde trpělivost a chce jej nechat vyhodit z lodi do moře, ale právě v ten okamžik se ale do herny propadne stropem Charlie, který přiletěl s padákem. Následuje velká bitka mezi bratry a Řekovými muži v herně. Během té je Řekova jachta dotažena do přístavu a přítomní mafiáni jsou zatčeni. Zde jim admirál námořnictva vysloví díky za pomoc, a jako odměny za dopadení Paragoulise a jeho mafie dostane Charlie nový moderní kamion a Johnny vyznamenání. Následně se vsadí o milion dolarů, které Johnny na Řekovi vyhrál. Domluví si hod mincí. Pokud by padl orel, peníze připadnou Johnnymu, pokud hlava, půl na půl si je rozdělí Charlie a otec bratrů. Pokud ani jedno, pak peníze dostane sirotčinec sestry Zuzany. Při hodu mincí přivolá Charlie racka, který minci v letu chytí a odnese pryč.